# Kočani
Kočani (en macédonien : Кочани ) est une commune et une ville de l'est de la Macédoine du Nord, à 120 km de Skopje. La commune comptait 31 602 habitants en 2021 et s'étend sur 360,36 km2. La ville en elle-même comptait alors 24 632 habitants, le reste de la population étant réparti dans les villages alentour.
Kočani est surnommée la « ville du riz et de l'eau » en raison de sa tradition de riziculture et de station thermale.
Elle est la ville du groupe de musique tsigane contemporaine Kočani Orkestar.

## Géographie

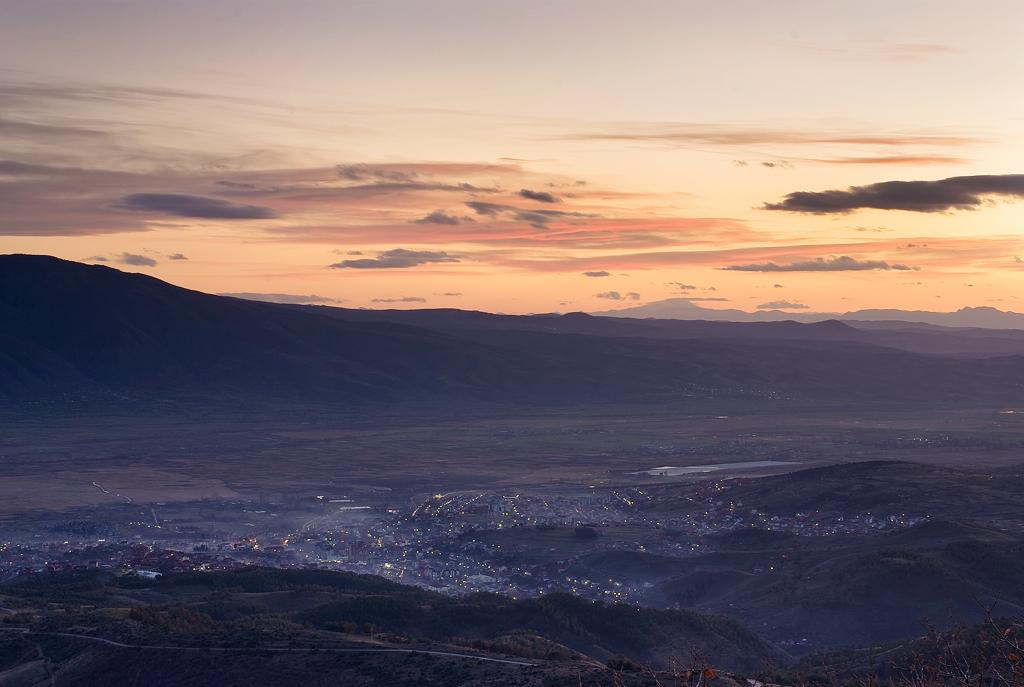
La ville et sa vallée au crépuscule.

La ville de Kočani s'étend dans une vallée, orientée d'est en ouest et bordée au nord par le massif de l'Osogovo et au sud par la chaîne de la Plačkovica. Elle est traversée par la Kočanska, une petite rivière qui prend sa source dans l'Osogovo puis rejoint la Bregalnica à quelques kilomètres au sud de l'agglomération. La commune englobe la ville ainsi qu'une partie de la vallée dans laquelle elle se trouve, mais aussi une portion du massif de l'Osogovo. Son territoire regroupe ainsi des milieux naturels très différents.
La commune a une altitude moyenne de 450 mètres. Elle se trouve sur la route qui relie Veles, située au centre du pays et sur l'autoroute, à des villes de l'est comme Vinica et Makedonska Kamenica. Skopje, la capitale macédonienne, se trouve à 120 kilomètres au nord-ouest, et elle est accessible par l'autoroute depuis Veles. Kočani est aussi le terminus de la ligne de Veles à Kočani.
Kočani connaît un climat continental modéré, influencé par le climat méditerranéen. La vallée de la Bregalnica apporte en effet des vents du sud qui adoucissent les températures hivernales. En été, la température moyenne s'élève à 22,6 degrés, et en hiver, à 3 degrés. Le record minimal, -25,4 degrés, a été enregistré le 25 janvier 1954, et le record maximal, 41,2 degrés, a été enregistré le 6 juillet 1988.
En plus de la ville de Kočani, la commune compte de nombreux villages. Il s'agit de Bezikovo, Beli, Vranintsi, Gorni Podlog, Gorno Gradtché, Glavovitsa, Grdovtsi, Dolni Podlog, Dolno Gradtché, Yastrébnik, Kostin Dol, Lechki, Moyantsi, Néboyani, Nivitchani, Novo Selo, Orizari, Pantéléy, Pachadjikovo, Polaki, Preseka, Pribatchevo, Pripor, Raytchani, Retchani, Trkanyé et Tsrvena Niva.

## Histoire

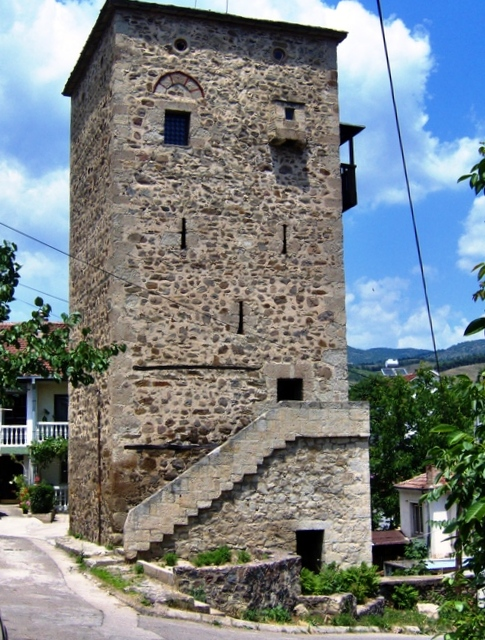
L'une des tours de la ville.

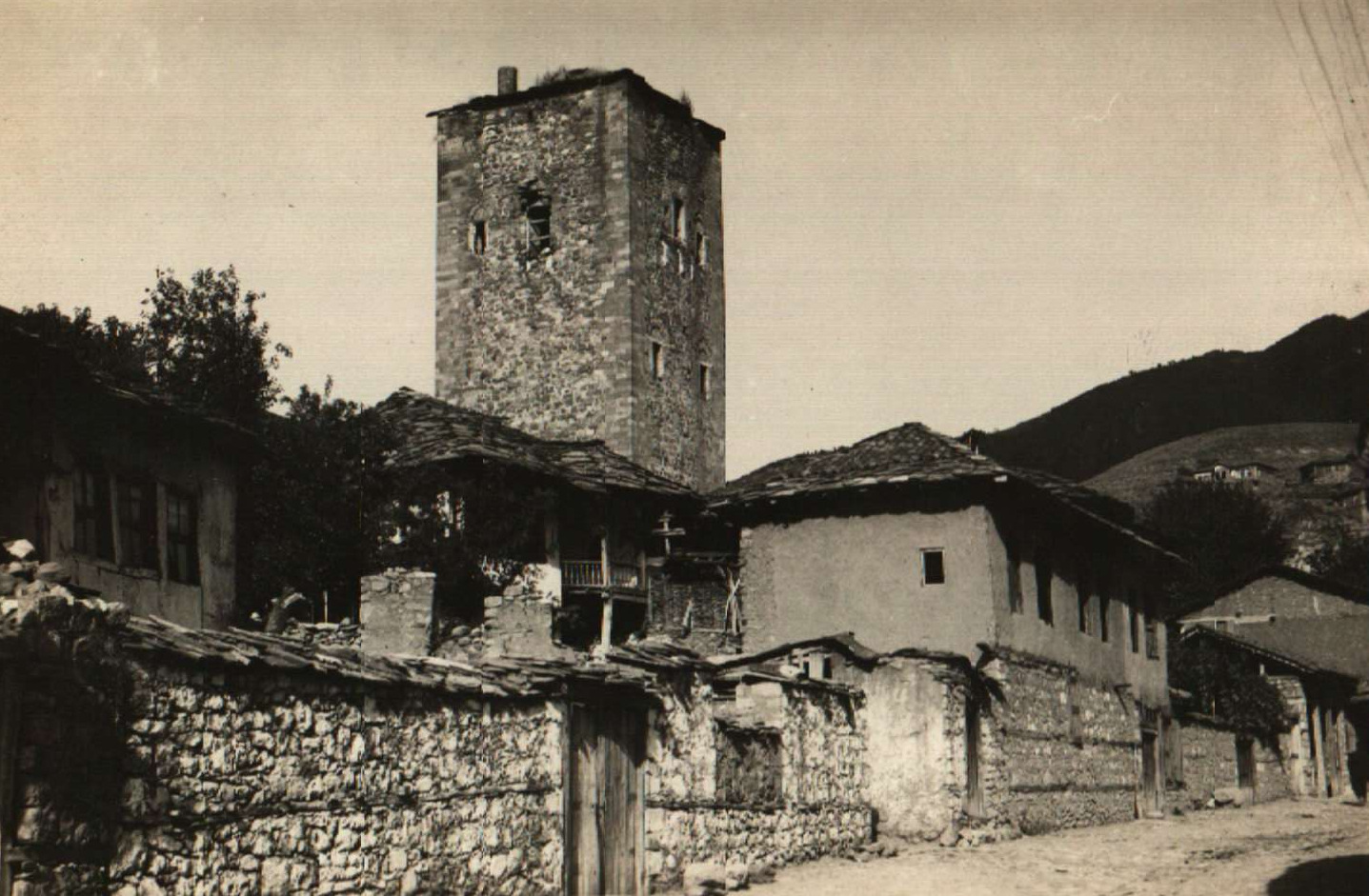
Une vue de Kočani en 1942.

Le site de Kočani est habité à partir de la Protohistoire par des Péoniens, des Mèdes et des Thraces. Ensuite, il est colonisé par les Romains puis connaît la domination byzantine. Les Slaves arrivent au VIe siècle et la tribu des Smoliani colonisent la vallée de Kočani où ils construisent une forteresse. Les évangélisateurs Cyrille et Méthode restent dans la vallée de 845 à 855. La ville proprement dite est mentionnée pour la première fois en 1337.
Au début du XVe siècle, la ville tombe sous domination ottomane. Le voyageur turc Evliya Çelebi, qui visite Kočani en 1662, y comptabilise 600 foyers, une mosquée, une auberge et une quinzaine de magasins artisanaux. Kočani reçoit aussi des Turcs ses tours de guet, servant à la défense de la ville. En 1670, lors de la grande guerre turque, les Macédoniens de la région organisent de violentes insurrections contre la domination ottomane.
Kočani est une ville majoritairement turque jusqu'au XIXe siècle, lorsque les Macédoniens remplacent peu à peu les Turcs réinstallés en Turquie. La domination ottomane prend fin en 1912 et la région est annexée par la Serbie. En 1926, la construction du chemin de fer augmente la croissance démographique et économique de la ville. 
Le 16 mars 2025, un incendie dans la discothèque Pulse, où se déroulait un concert de hip-hop, fait dans la ville 59 morts et plus de 150 blessés.

## Administration

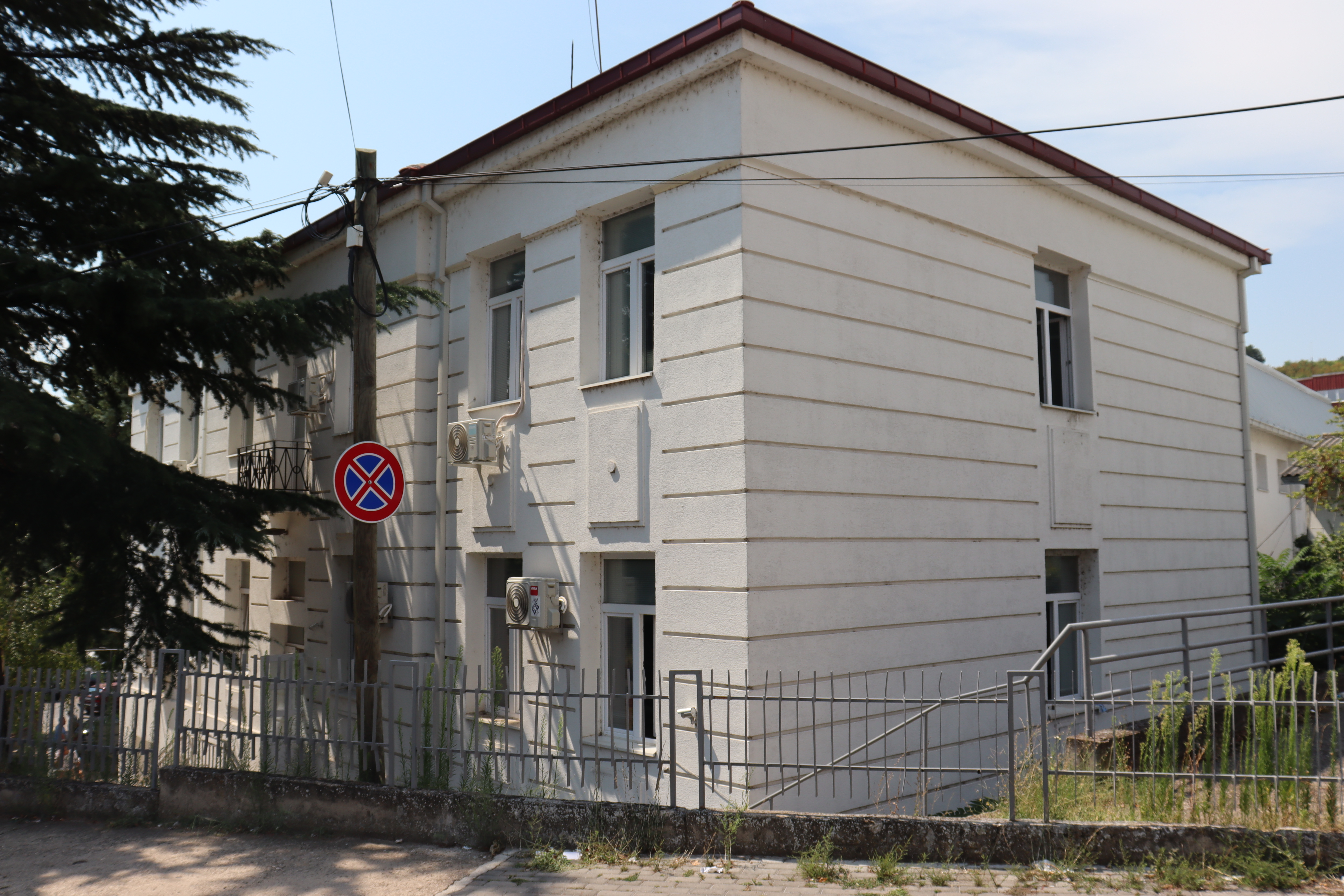
La mairie.

La commune est administrée par un conseil municipal élu au suffrage universel tous les quatre ans. Il adopte les plans d'urbanisme, accorde les permis de construire, planifie le développement économique local, protège l'environnement, prend des initiatives culturelles et supervise l'enseignement primaire. Il compte 19 conseillers municipaux.
Le pouvoir exécutif est détenu par le maire, lui aussi élu au suffrage universel. Depuis 2021, le maire de Kočani est Ljupčo Papazov, membre de VMRO-DPMNE.

## Démographie
Lors du recensement de 2002, la commune n'avait pas les mêmes limites qu'aujourd'hui, puisqu'en 2003, celle d'Orizari, plus petite, lui fut rattachée. Ensemble, elles comptaient :
- Macédoniens : 35 472 (93,12 %) ;
- Roms : 1 951 (5,12 %) ;
- Turcs : 315 (0,83 %) ;
- Valaques : 194 (0,51 %) ;
- Serbes : 67 (0,18 %) ;
- Bosniaques : 2 (0,01 %) ;
- Albanais : 1 (0,01 %) ;
- Autres : 90 (0,23 %).

## Économie

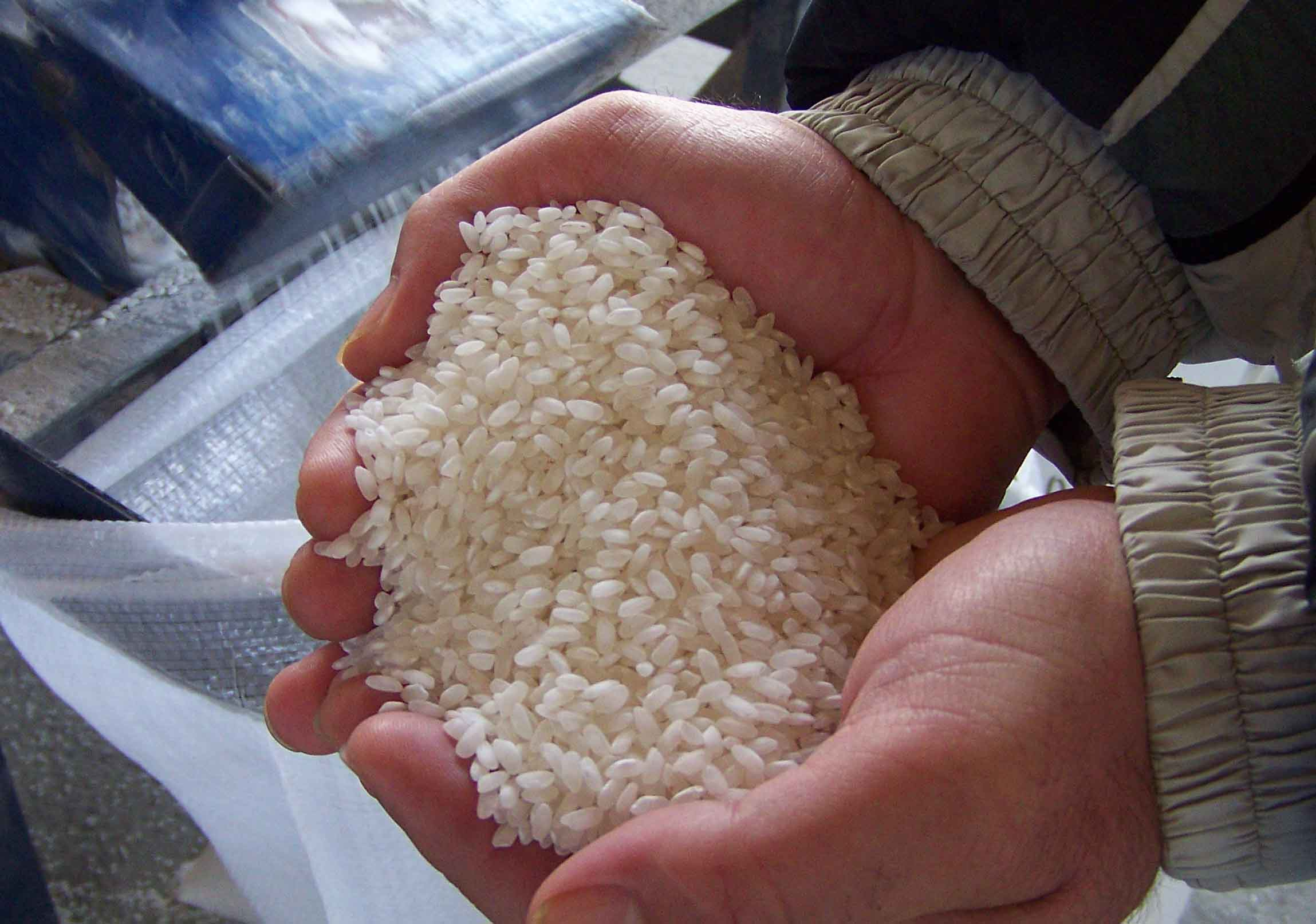
Poignée de riz local.

L'économie de Kočani est surtout liée à l'agriculture locale. La commune possède en effet un sol fertile, irrigué par 280 kilomètres de canaux. La culture du riz, emblématique de la ville, domine le secteur, avec 3 500 hectares de rizières qui produisent chacun 5 000 kilos de riz par an.
Sur les 890 entreprises que compte la commune, 553 sont spécialisées dans l'agroalimentaire, 90 dans le textile, 50 dans les transports et 34 dans la construction. Les autres occupations majeures sont l'hôtellerie-restauration, la métallurgie ou encore la sous-traitance industrielle.

## Patrimoine historique et naturel
Kočani possède plusieurs sites historiques d'importance, comme le site archéologique de Golno Gradichté, occupé du début de l'Antiquité au Moyen Âge. La ville en elle-même renferme deux tours du XVIIe siècle, typiques de l'architecture ottomane, qui appartenaient aux seigneurs turcs locaux et le Monument de la Liberté, structure moderne en béton ornée de mosaïques.
La commune compte aussi six monastères orthodoxes, une aire de chasse, une petite station de ski dans l'Osogovo, des rizières, des forêts sur les contreforts du massif de l'Osogovo et un petit lac de barrage.
La ville de Kočani est très verte et elle est réputée pour être la plus propre de Macédoine du Nord. Le paysage urbain actuel date surtout de l'époque yougoslave, avec de larges boulevards et des blocs d'immeubles d'habitation. La commune a lancé un projet de parc aquatique de 14 hectares, qui serait le premier du pays et profiterait des sources thermales de la région, qui ont une eau à 75 °C.

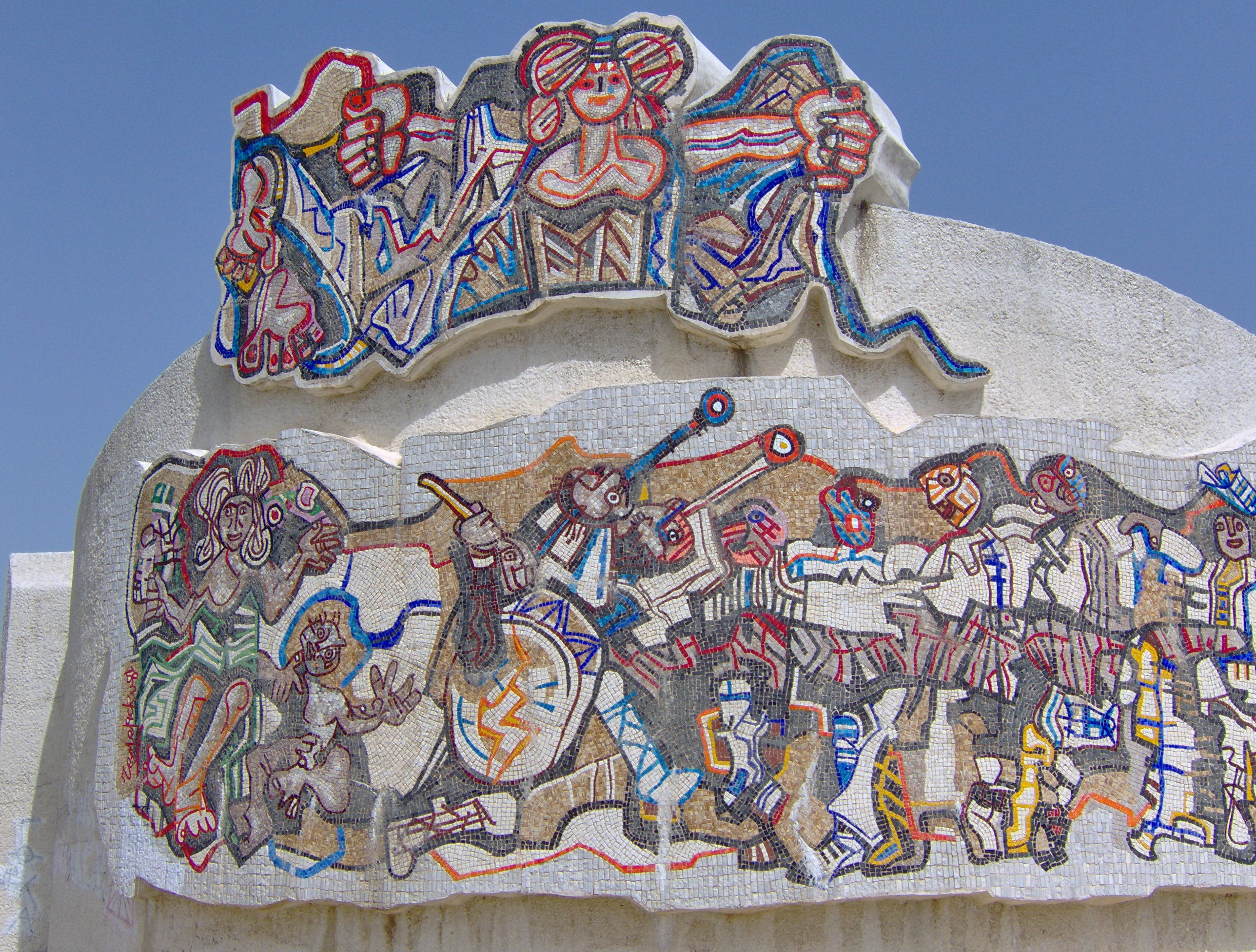
Le Monument de la Liberté.
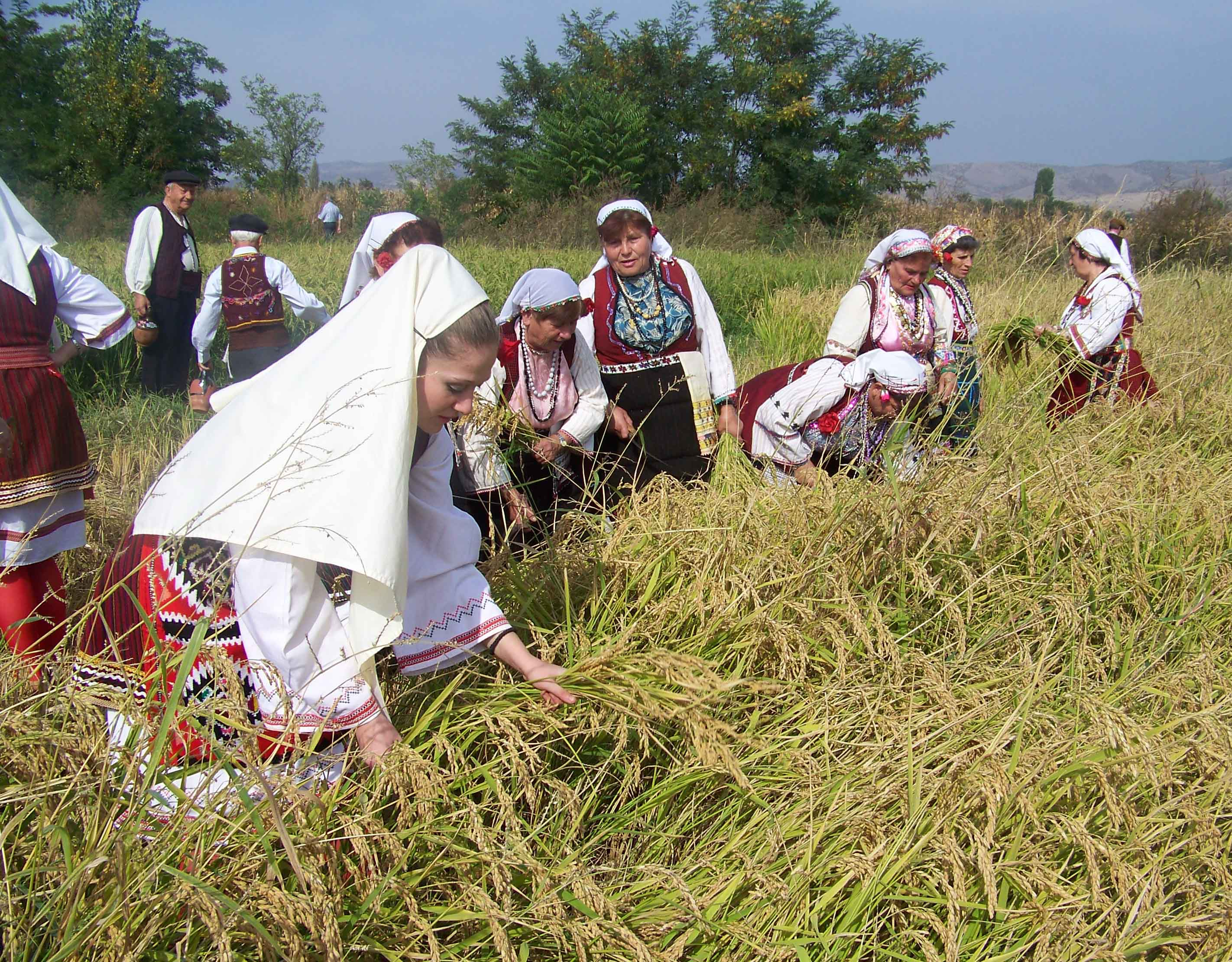
Récolte du riz en costume traditionnel.
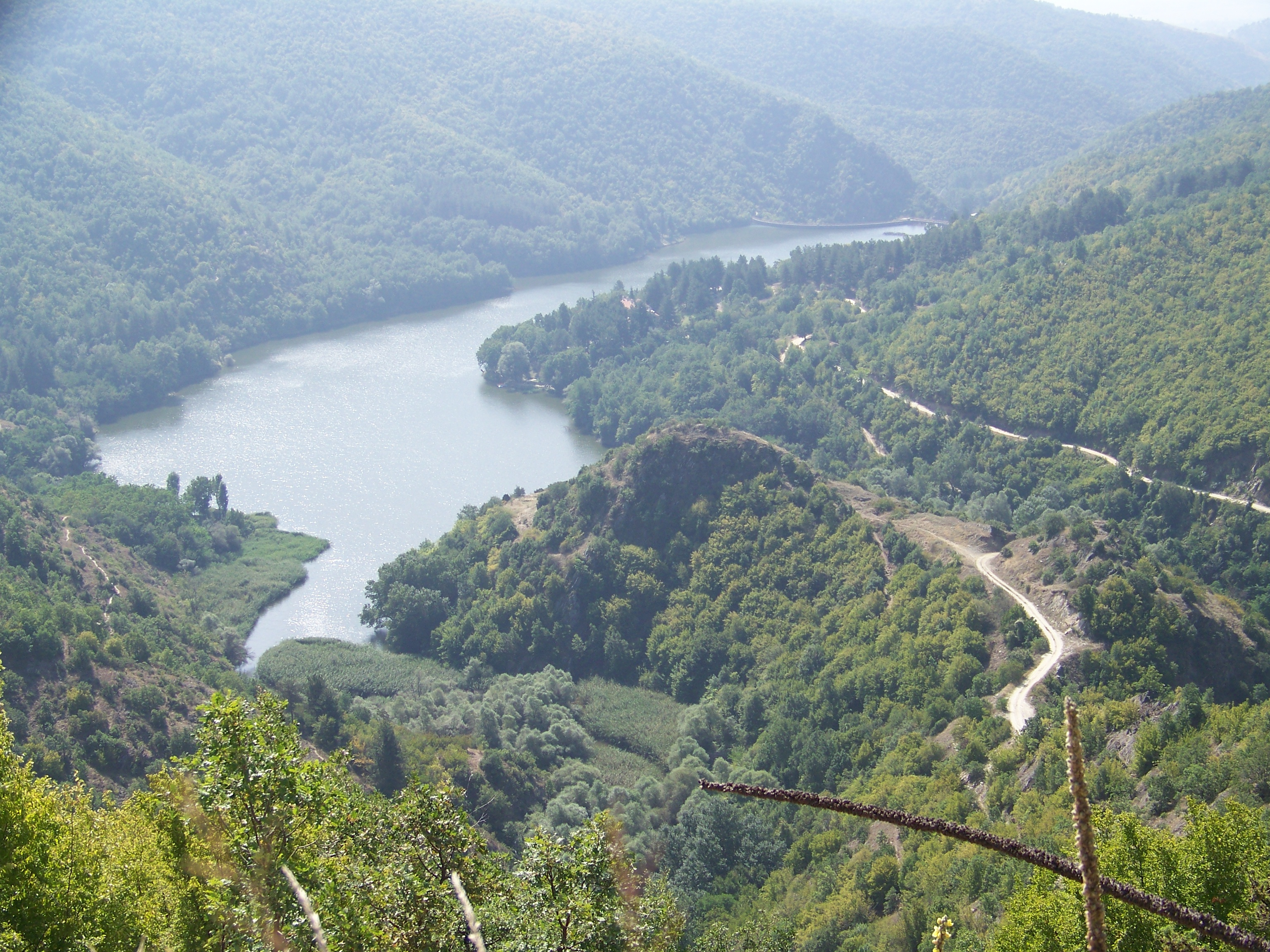
Le lac de barrage de Grace.
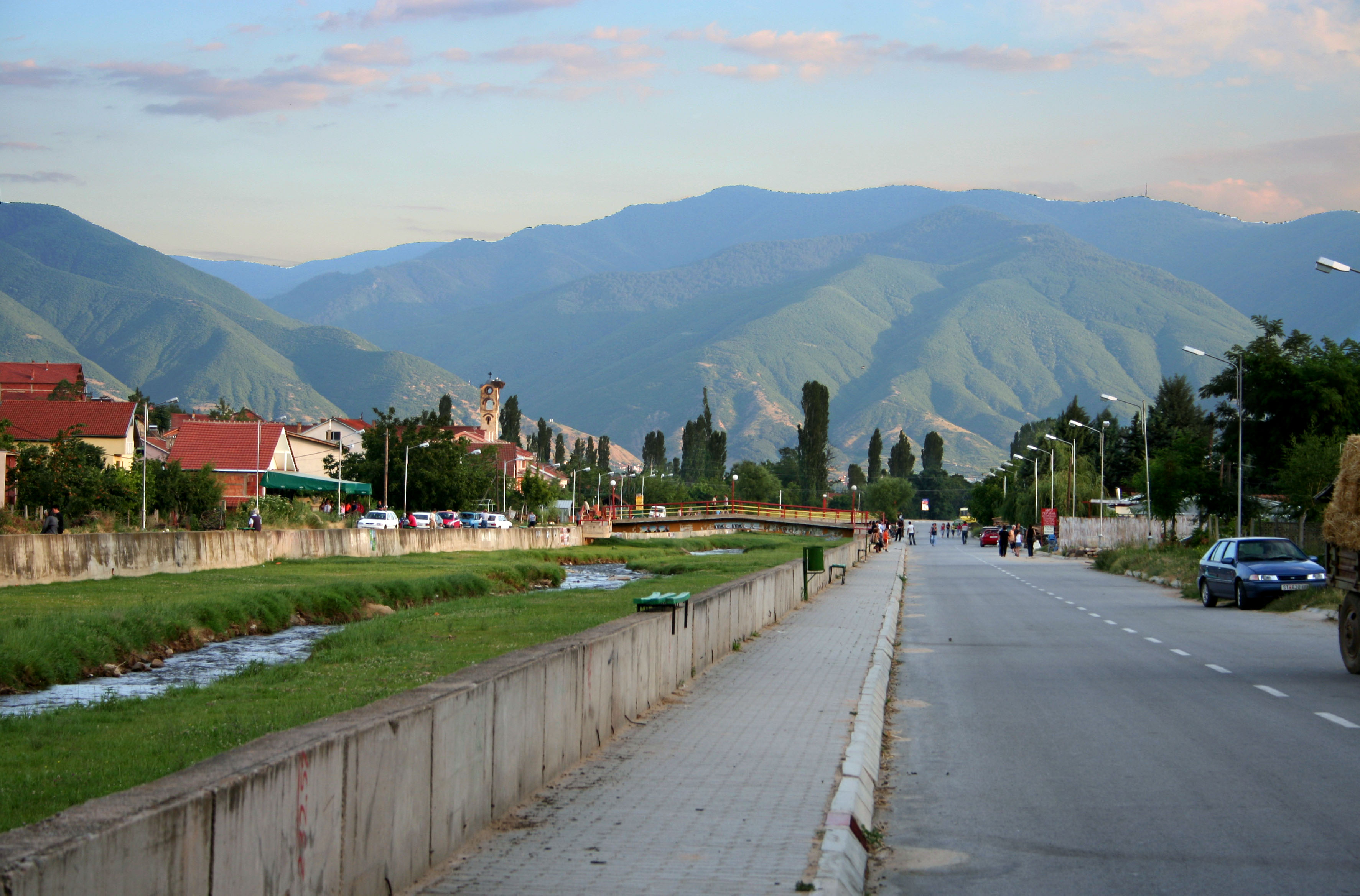
Vue sur l'Osogovo.
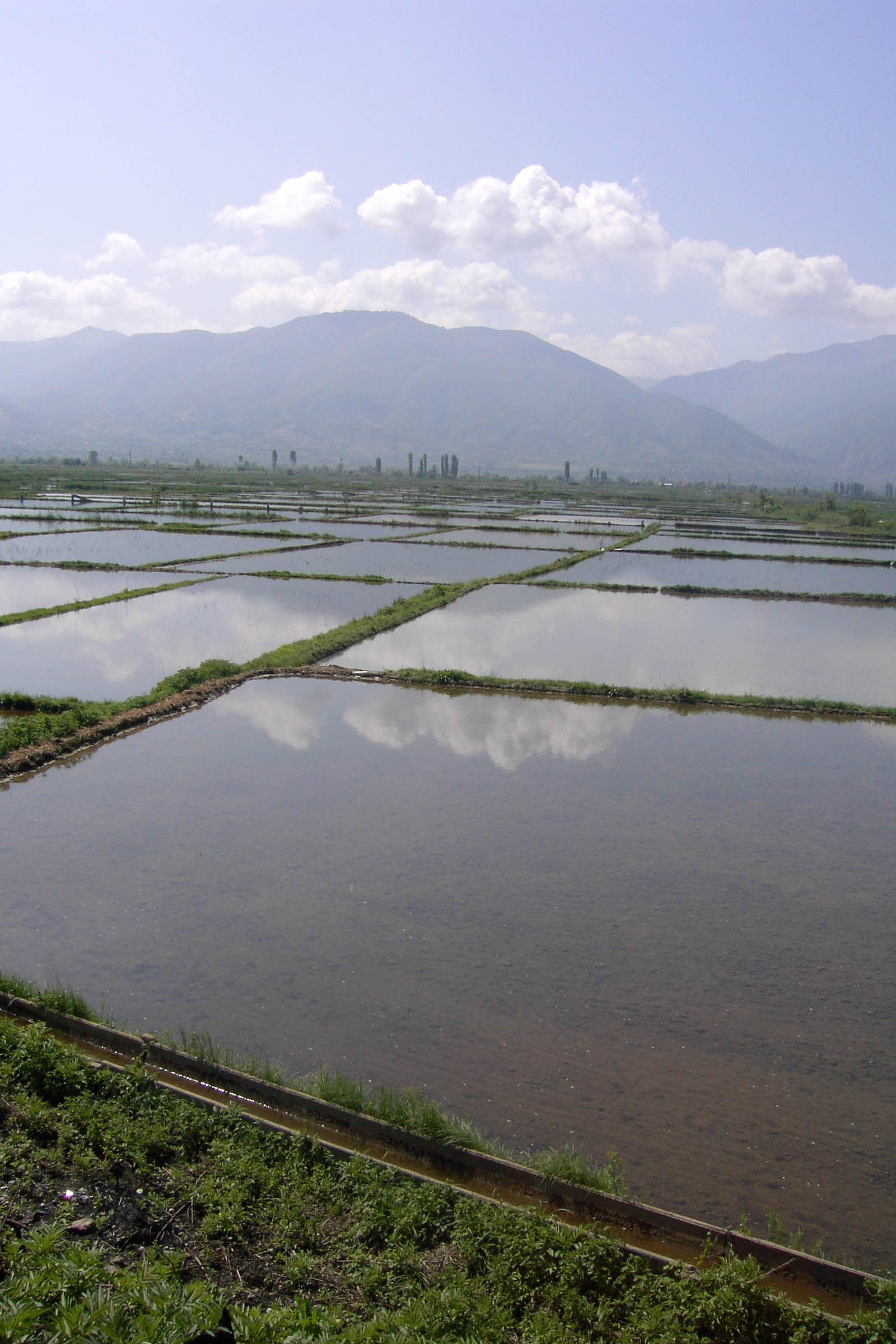
Une rizière de Kočani.

## Partenariats
Kočani entretient des partenariats avec les villes suivantes :
- Szigetszentmiklós (Hongrie) ;
- Kazanlak (Bulgarie) ;
- Yenifoça (en) (Turquie) ;
- Križevci (Croatie) ;
- Pereiaslav (Ukraine) ;
- Novi Kneževac (Serbie).